# Rolling in the Deep
Rolling in the Deep è un singolo della cantante britannica Adele, pubblicato il 29 novembre 2010 come primo estratto dal secondo album in studio 21.
Dopo aver ottenuto un riscontro positivo da larga parte della critica musicale, il singolo ha progressivamente scalato le classifiche di vendita in numerosi Paesi, raggiungendo la prima posizione in Italia, Paesi Bassi, Germania, Finlandia, Svizzera, Canada e nelle regioni belghe delle Fiandre e della Vallonia. Divenuto inoltre il primo singolo della cantante londinese a raggiungere la vetta della Billboard Hot 100, Rolling in the Deep ha poi conservato la prima posizione della classifica americana per un totale di sette settimane consecutive. In seguito, il brano si è attestato come il più acquistato dell'anno nel Paese, con oltre 5 820 000 copie vendute negli Stati Uniti durante il 2011. A livello mondiale, le copie vendute durante il 2011 sono state oltre 8,2 milioni, risultato che ha portato la canzone al quinto posto della classifica globale dell'anno, stilata dalla International Federation of the Phonographic Industry.
Negli Stati Uniti il brano è riuscito a compiere il proprio ingresso nelle classifiche dell'airplay relative a 12 diversi formati radiofonici, un risultato che, secondo la rivista statunitense Billboard, nessun brano era riuscito ad ottenere negli ultimi 25 anni.

## Descrizione
La canzone, fortemente autobiografica, è stata scritta dalla cantante stessa durante una sessione in studio iniziata all'indomani della fine di una relazione sentimentale durata diciotto mesi. Firmato insieme a Paul Epworth, il brano assume il punto di vista di una donna disprezzata dal proprio uomo, che si rivolge a lui con rabbia, indignazione e disperazione, escludendo ogni possibilità di riconciliazione.
Parlando dello stile del brano, Adele ha affermato che la sua intenzione iniziale era di scrivere una ballata, ma Epworth la convinse a focalizzarsi su un brano più aggressivo. La giornalista Marinella Venegoni del quotidiano italiano La Stampa ha definito il brano come un «blues-gospel di marca antica ma impregnato di ritmica e sapori contemporanei».

## Successo commerciale
La canzone ha ottenuto un notevole successo commerciale. È apparsa per la prima volta in classifica nei Paesi Bassi, debuttando al quarto posto della graduatoria settimanale compilata da Dutch Charts. A due settimane dalla pubblicazione, il singolo ha raggiunto la prima posizione, mantenendola poi per altre tre settimane. Con le sole vendite totalizzate nelle ultime tre settimane del 2010, Rolling in the Deep è entrato nella classifica dei singoli più venduti dell'anno nei Paesi Bassi, piazzandosi al trentaseiesimo posto. Il brano è poi risultato essere il più venduto del 2011 nei Paesi Bassi.
In Regno Unito la canzone ha debuttato al secondo posto della Official Singles Chart, superata dal singolo Grenade del cantante statunitense Bruno Mars. Rolling in the Deep è diventato così il terzo singolo di Adele a raggiungere la Top 5 in madrepatria, senza tuttavia raggiungere mai la vetta.
Nel dicembre 2010, la canzone ha debuttato al sessantottesimo posto della Billboard Hot 100, diventando il secondo singolo della cantante a entrare nella classifica statunitense. Nel maggio 2011 il brano è riuscito a scalare la classifica fino a raggiungerne il vertice, mantenendo poi il primato per un totale di sette settimane consecutive. Con oltre 6 680 000 copie, il singolo è diventato il secondo brano digitale più venduto di sempre negli Stati Uniti d'America, superato solamente da I Gotta Feeling dei Black Eyed Peas.
Nei primi sei mesi del 2012 il singolo ha venduto 1 364 000 copie nel mercato statunitense.

## Accoglienza
| Recensione    | Giudizio |
| ------------- | -------- |
| About.com     |          |
| Daily Mail    |          |
| Digital Spy   |          |
| Rolling Stone |          |

Il brano ha avuto recensioni generalmente positive da parte della critica di settore. Secondo il tabloid britannico The Sun, Rolling in the Deep è «un epico inno pop, con un pianoforte ed una voce dal ritmo martellante, che ci si aspetterebbero da veterani con una carriera di 20 anni». Anche About.com ha sottolineato che Adele, nonostante la sua giovane età, ha interpretato il brano con autorità, dando l'impressione di avere l'esperienza di vita di una quarantenne, evidenziando inoltre la potenza della voce dell'artista e del testo del brano.
La rivista statunitense Billboard ha scritto che, nonostante il brano sia musicalmente ricco, è soprattutto la sicurezza vocale della cantante a dare risalto a Rolling in the Deep. Barry Walters della rivista statunitense Rolling Stone ha invece scritto che Rolling in the Deep è un brano potente, ma non particolarmente pop.

## Video musicale
Il brano è accompagnato da un video musicale diretto dal regista Sam Brown. Nel video la cantante è seduta in un appartamento deserto. Le immagini riprendono inoltre vari elementi che mettono in evidenza la rabbia della protagonista, dovuta al dolore per la fine di una relazione d'amore. Si vedono così numerosi piatti infranti, bicchieri mezzi pieni di acqua tremanti e sparsi sul pavimento di un salotto, una ballerina che danza in mezzo al fumo ed una riproduzione in fiamme della città di New York. A tali scene se ne alternano altre, nelle quali sono ripresi i musicisti della cantante.
Il video è stato trasmesso per la prima volta la sera del 3 dicembre 2010 dall'emittente televisiva britannica Channel 4.
È uno dei video che ha ottenuto la certificazione Vevo.

## Riconoscimenti

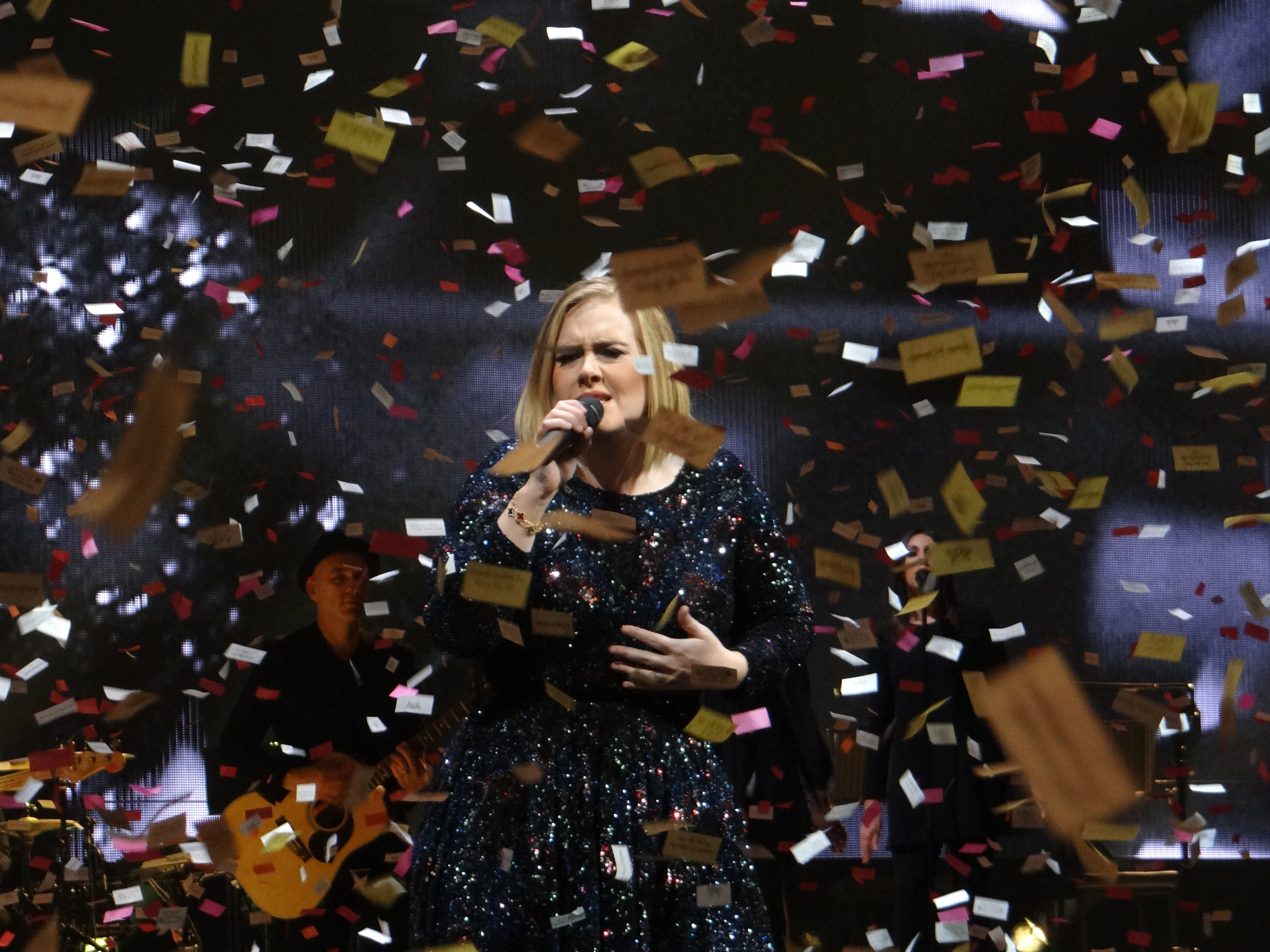
Adele canta Rolling in the Deep durante una tappa del tour Adele Live 2016

### Premi e nomination
Il video di Rolling in the Deep ha ricevuto sette nomination agli MTV Video Music Awards 2011 nelle categorie Video of the Year, Best Female Video, Best Pop Video, Best Art Direction, Best Cinematography, Best Direction e Best Editing e ha vinto nelle ultime quattro categorie citate.
Nell'ottobre 2011 il singolo è stato premiato con un Q Award nella categoria Best Track. Il 12 febbraio 2012 ha ottenuto inoltre tre riconoscimenti ai Grammy Award, nelle categorie Registrazione dell'anno, Canzone dell'anno e Miglior cortometraggio musicale.

### Classifiche dei migliori brani del 2011
Il brano è stato inserito al primo posto della classifica dei migliori singoli del 2011 stilata dalla rivista statunitense Rolling Stone. Nella stessa classifica compare anche un altro brano di Adele, Rumour Has It, che si posiziona al ventinovesimo posto.
La webzine statunitense Pitchfork ha considerato Rolling in the Deep il ventitreesimo miglior brano del 2011. Il remix del brano realizzato da Jamie xx è stato invece giudicato dalla rivista musicale britannica NME come la trentesima migliore traccia dell'anno, mentre The Guardian ha inserito la stessa versione del brano all'ottavo posto della classifica annuale stilata dai suoi critici musicali.

## Tracce
Download digitale – 1ª versione
1. Rolling in the Deep – 3:48 (Adele Adkins, Paul Epworth)

CD (Regno Unito)
1. Rolling in the Deep – 3:48 (Adele Adkins, Paul Epworth)
2. If It Hadn't Been for Love – 3:06 (Mike Henderson, Chris Stapleton)

Download digitale – 2ª versione
1. Rolling in the Deep – 3:48 (Adele Adkins, Paul Epworth)
2. Rolling in the Deep (Jamie xx Shuffle) – 4:17 (Adele Adkins, Paul Epworth)
3. Rolling in the Deep (Acappella) – 3:56 (Adele Adkins, Paul Epworth)

## Classifiche

### Classifiche settimanali
| Classifica (2010-21) | Posizione massima |
| -------------------- | ----------------- |
| Australia            | 3                 |
| Austria              | 3                 |
| Belgio (Fiandre)     | 1                 |
| Belgio (Vallonia)    | 1                 |
| Canada               | 1                 |
| Danimarca            | 3                 |
| Finlandia            | 1                 |
| Francia              | 3                 |
| Germania             | 1                 |
| Grecia               | 36                |
| Irlanda              | 2                 |
| Italia               | 1                 |
| Lussemburgo          | 1                 |
| Norvegia             | 8                 |
| Nuova Zelanda        | 3                 |
| Paesi Bassi          | 1                 |
| Panama               | 115               |
| Perù                 | 151               |
| Portogallo           | 77                |
| Regno Unito          | 2                 |
| Spagna               | 5                 |
| Stati Uniti          | 1                 |
| Sudafrica            | 77                |
| Svezia               | 11                |
| Svizzera             | 1                 |
| Ungheria             | 2                 |

### Classifiche di fine anno
| Classifica (2010) | Posizione |
| ----------------- | --------- |
| Paesi Bassi       | 36        |
| Classifica (2011) | Posizione |
| Australia         | 5         |
| Austria           | 16        |
| Belgio (Fiandre)  | 2         |
| Belgio (Vallonia) | 1         |
| Canada            | 1         |
| Danimarca         | 10        |
| Francia           | 2         |
| Germania          | 9         |
| Irlanda           | 11        |
| Italia            | 5         |
| Paesi Bassi       | 1         |
| Regno Unito       | 9         |
| Spagna            | 18        |
| Stati Uniti       | 1         |
| Svezia            | 8         |
| Svizzera          | 2         |
| Ungheria          | 1         |
| Classifica (2012) | Posizione |
| Belgio (Fiandre)  | 51        |
| Belgio (Vallonia) | 32        |
| Canada            | 61        |
| Francia           | 38        |
| Italia            | 61        |
| Spagna            | 25        |
| Stati Uniti       | 71        |
| Svizzera          | 34        |
| Ungheria          | 41        |
| Classifica (2024) | Posizione |
| Kazakistan        | 47        |

### Classifiche di fine decennio
| Classifica (2010-19) | Posizione |
| -------------------- | --------- |
| Stati Uniti          | 10        |

### Classifiche di fine secolo
| Classifica (2000-2024) | Posizione |
| ---------------------- | --------- |
| Stati Uniti            | 20        |

### Classifiche di tutti i tempi
| Classifica (1958-2021) | Posizione |
| ---------------------- | --------- |
| Stati Uniti            | 39        |

## Date di pubblicazione
| Paese       | Data di pubblicazione | Formato             |
| ----------- | --------------------- | ------------------- |
| Stati Uniti | 15 novembre 2010      | Airplay radiofonico |
| Italia      | 19 novembre 2010      | Airplay radiofonico |
| Paesi Bassi | 29 novembre 2010      | Download digitale   |
| Stati Uniti | 30 novembre 2010      | Download digitale   |
| Regno Unito | 17 gennaio 2011       | CD                  |

## Cover
- Il cantante statunitense Mike Posner ha realizzato un cover del brano in chiave elettropop, distribuita sul web.
- Il 23 marzo 2011, John Legend ha realizzato un cover a cappella del brano, disponibile per il download gratuito, attraverso il suo account ufficiale SoundCloud.
- Nell'episodio Il ballo della serie televisiva Glee, il brano viene interpretato da Lea Michele e Jonathan Groff, alias Rachel Berry e Jesse St. James.
- Il gruppo anglo-irlandese The Overtones ha incluso una cover doo-wop del brano nella Platinum Edition del suo album d'esordio, Good Ol' Fashioned Love.[101]
- Nel 2014 Aretha Franklin ha realizzato la cover del brano per l'album Aretha Sings the Great Diva Classics,[102]
- Il gruppo statunitense Greta Van Fleet ha realizzato una cover in versione rock.

### Linkin Park
Il 21 giugno 2011 il gruppo musicale statunitense Linkin Park ha eseguito una versione acustica di Rolling in the Deep in occasione del loro LPU International Summit tenuto ad Amburgo. In occasione dell'iTunes Festival 2011, i Linkin Park hanno eseguito una seconda volta il brano con Chester Bennington alla voce e Mike Shinoda alla tastiera; quest'ultima versione è stata successivamente pubblicata per il download digitale il 7 luglio 2011 solo nel Regno Unito e in Irlanda e ha debuttato alla posizione 42 della classifica britannica dei singoli, un posto sopra rispetto alla versione originale di Adele.
Questa versione è stata in seguito inserita nell'EP iTunes Festival: London 2011, pubblicato dal gruppo l'8 luglio 2011.